# Campeonato Mundial de Halterofilismo de 2006
O Campeonato Mundial de Halterofilismo de 2006 foi a 75ª edição do campeonato de halterofilismo, organizado pela Federação Internacional de Halterofilismo (FIH). O campeonato ocorreu no Pavilhão de Handebol e no  Pavilhão de Halterofilismo Dr. José Joaquín Puello, em Santo Domingo, na República Dominicana, entre 30 de setembro a 7 de outubro de 2006. Foram disputadas 15 categorias (8 masculino e 7 feminino), com a presença de 484 halterofilistas (298 masculino e 186 feminino) de 64 nacionalidades filiadas à Federação Internacional de Halterofilismo (FIH). Teve como destaque a China com 31 medalhas no total, sendo 20 de ouro. 

## Medalhistas

### Masculino
| Evento    | Ouro                          | Ouro   | Prata                                              | Prata  | Bronze                        | Bronze |
| 56 kg     | 56 kg                         | 56 kg  | 56 kg                                              | 56 kg  | 56 kg                         | 56 kg  |
| --------- | ----------------------------- | ------ | -------------------------------------------------- | ------ | ----------------------------- | ------ |
| Arranque  | Li Zheng · China              | 128 kg | Hoàng Anh Tuấn · Vietname                          | 124 kg | Sergio Álvarez · Cuba         | 123 kg |
| Arremesso | Sergio Álvarez · Cuba         | 156 kg | Lee Jong-hoon Coreia do Sul                        | 155 kg | Hoàng Anh Tuấn · Vietname     | 152 kg |
| Total     | Li Zheng · China              | 280 kg | Sergio Álvarez · Cuba                              | 279 kg | Hoàng Anh Tuấn · Vietname     | 276 kg |
| 62 kg     |                               |        |                                                    |        |                               |        |
| Arranque  | Qiu Le · China                | 140 kg | Óscar Figueroa · Colômbia                          | 137 kg | Israel José Rubio · Venezuela | 133 kg |
| Arremesso | Qiu Le · China                | 168 kg | Manuel Minginfel · Estados Federados da Micronésia | 165 kg | Diego Salazar · Colômbia      | 164 kg |
| Total     | Qiu Le · China                | 308 kg | Óscar Figueroa · Colômbia                          | 297 kg | Diego Salazar · Colômbia      | 295 kg |
| 69 kg     |                               |        |                                                    |        |                               |        |
| Arranque  | Shi Zhiyong · China           | 150 kg | Mete Binay · Turquia                               | 147 kg | Vencelas Dabaya · França      | 146 kg |
| Arremesso | Vencelas Dabaya · França      | 186 kg | Armen Ghazaryan · Armênia                          | 178 kg | Shi Zhiyong · China           | 177 kg |
| Total     | Vencelas Dabaya · França      | 332 kg | Shi Zhiyong · China                                | 327 kg | Demir Demirev · Bulgária      | 318 kg |
| 77 kg     |                               |        |                                                    |        |                               |        |
| Arranque  | Li Hongli · China             | 167 kg | Taner Sağır · Turquia                              | 166 kg | Ara Khachatryan · Armênia     | 165 kg |
| Arremesso | Oleg Perepetchenov · Rússia   | 198 kg | Vladislav Lukanin · Rússia                         | 197 kg | Taner Sağır · Turquia         | 195 kg |
| Total     | Taner Sağır · Turquia         | 361 kg | Li Hongli · China                                  | 359 kg | Ara Khachatryan · Armênia     | 357 kg |
| 85 kg     |                               |        |                                                    |        |                               |        |
| Arranque  | Andrei Rybakou · Bielorrússia | 180 kg | Tigran Martirosyan · Armênia                       | 172 kg | Aslanbek Ediev · Rússia       | 172 kg |
| Arremesso | Andrei Rybakou · Bielorrússia | 203 kg | Roman Khamatshin · Rússia                          | 203 kg | Aslanbek Ediev · Rússia       | 201 kg |
| Total     | Andrei Rybakou · Bielorrússia | 383 kg | Aslanbek Ediev · Rússia                            | 373 kg | Tigran Martirosyan · Armênia  | 370 kg |
| 94 kg     |                               |        |                                                    |        |                               |        |
| Arranque  | Roman Konstantinov · Rússia   | 177 kg | Mukhamat Sozaev · Rússia                           | 176 kg | Ilya Ilyin · Cazaquistão      | 175 kg |
| Arremesso | Szymon Kołecki · Polónia      | 219 kg | Ilya Ilyin · Cazaquistão                           | 217 kg | Yoandry Hernández · Cuba      | 216 kg |
| Total     | Ilya Ilyin · Cazaquistão      | 392 kg | Szymon Kołecki · Polónia                           | 392 kg | Roman Konstantinov · Rússia   | 392 kg |
| 105 kg    |                               |        |                                                    |        |                               |        |
| Arranque  | Dmitry Lapikov · Rússia       | 194 kg | Marcin Dołęga · Polónia                            | 193 kg | Dmitry Klokov · Rússia        | 188 kg |
| Arremesso | Marcin Dołęga · Polónia       | 222 kg | Dmitry Lapikov · Rússia                            | 220 kg | Robert Dołęga · Polónia       | 219 kg |
| Total     | Marcin Dołęga · Polónia       | 415 kg | Dmitry Lapikov · Rússia                            | 414 kg | Dmitry Klokov · Rússia        | 406 kg |
| +105 kg   |                               |        |                                                    |        |                               |        |
| Arranque  | Hossein Rezazadeh Irão        | 202 kg | Artem Udachyn · Ucrânia                            | 199 kg | Viktors Ščerbatihs · Letônia  | 198 kg |
| Arremesso | Hossein Rezazadeh Irão        | 246 kg | Dong Feng · China                                  | 245 kg | Mohamed Ihsan · Egito         | 241 kg |
| Total     | Hossein Rezazadeh Irão        | 448 kg | Artem Udachyn · Ucrânia                            | 439 kg | Dong Feng · China             | 437 kg |

- — RECORDE MUNDIAL

### Feminino
| Evento    | Ouro                          | Ouro   | Prata                           | Prata  | Bronze                          | Bronze |
| 48 kg     | 48 kg                         | 48 kg  | 48 kg                           | 48 kg  | 48 kg                           | 48 kg  |
| --------- | ----------------------------- | ------ | ------------------------------- | ------ | ------------------------------- | ------ |
| Arranque  | Yang Lian · China             | 98 kg  | Aree Wiratthaworn · Tailândia   | 85 kg  | Svetlana Ulyanova · Rússia      | 83 kg  |
| Arremesso | Yang Lian · China             | 119 kg | Hiromi Miyake · Japão           | 108 kg | Svetlana Ulyanova · Rússia      | 105 kg |
| Total     | Yang Lian · China             | 217 kg | Aree Wiratthaworn · Tailândia   | 188 kg | Hiromi Miyake · Japão           | 188 kg |
| 53 kg     |                               |        |                                 |        |                                 |        |
| Arranque  | Qiu Hongxia · China           | 98 kg  | Raema Lisa Rumbewas · Indonésia | 95 kg  | Suda Chaleephay · Tailândia     | 92 kg  |
| Arremesso | Qiu Hongxia · China           | 128 kg | Suda Chaleephay · Tailândia     | 115 kg | Raema Lisa Rumbewas · Indonésia | 115 kg |
| Total     | Qiu Hongxia · China           | 226 kg | Raema Lisa Rumbewas · Indonésia | 210 kg | Suda Chaleephay · Tailândia     | 207 kg |
| 58 kg     |                               |        |                                 |        |                                 |        |
| Arranque  | Svetlana Tsarukaeva · Rússia  | 108 kg | Qiu Hongmei · China             | 107 kg | Wandee Kameaim · Tailândia      | 100 kg |
| Arremesso | Wandee Kameaim · Tailândia    | 130 kg | Qiu Hongmei · China             | 130 kg | Svetlana Tsarukaeva · Rússia    | 125 kg |
| Total     | Qiu Hongmei · China           | 237 kg | Svetlana Tsarukaeva · Rússia    | 233 kg | Wandee Kameaim · Tailândia      | 230 kg |
| 63 kg     |                               |        |                                 |        |                                 |        |
| Arranque  | Ouyang Xiaofang · China       | 110 kg | Svetlana Shimkova · Rússia      | 108 kg | Meline Daluzyan · Armênia       | 105 kg |
| Arremesso | Ouyang Xiaofang · China       | 136 kg | Svetlana Shimkova · Rússia      | 133 kg | Meline Daluzyan · Armênia       | 127 kg |
| Total     | Ouyang Xiaofang · China       | 246 kg | Svetlana Shimkova · Rússia      | 241 kg | Meline Daluzyan · Armênia       | 232 kg |
| 69 kg     |                               |        |                                 |        |                                 |        |
| Arranque  | Oxana Slivenko · Rússia       | 123 kg | Liu Chunhong · China            | 111 kg | Tatiana Matveeva · Rússia       | 110 kg |
| Arremesso | Oxana Slivenko · Rússia       | 140 kg | Jeane Lassen · Canadá           | 136 kg | Tatiana Matveeva · Rússia       | 135 kg |
| Total     | Oxana Slivenko · Rússia       | 263 kg | Tatiana Matveeva · Rússia       | 245 kg | Jeane Lassen · Canadá           | 238 kg |
| 75 kg     |                               |        |                                 |        |                                 |        |
| Arranque  | Nadezhda Evstyukhina · Rússia | 122 kg | Cao Lei · China                 | 118 kg | Nahla Ramadan · Egito           | 115 kg |
| Arremesso | Cao Lei · China               | 150 kg | Nadezhda Evstyukhina · Rússia   | 145 kg | Zarema Kasaeva · Rússia         | 136 kg |
| Total     | Cao Lei · China               | 268 kg | Nadezhda Evstyukhina · Rússia   | 267 kg | Zarema Kasaeva · Rússia         | 246 kg |
| +75 kg    |                               |        |                                 |        |                                 |        |
| Arranque  | Mu Shuangshuang · China       | 136 kg | Jang Mi-ran Coreia do Sul       | 135 kg | Olha Korobka · Ucrânia          | 127 kg |
| Arremesso | Jang Mi-ran Coreia do Sul     | 179 kg | Mu Shuangshuang · China         | 178 kg | Olha Korobka · Ucrânia          | 157 kg |
| Total     | Jang Mi-ran Coreia do Sul     | 314 kg | Mu Shuangshuang · China         | 314 kg | Olha Korobka · Ucrânia          | 284 kg |

## Quadro de medalhas
Quadro de medalhas no total combinado
| Ordem | País          | Medalha de ouro | Medalha de prata | Medalha de bronze | Total |
| ----- | ------------- | --------------- | ---------------- | ----------------- | ----- |
| 1     | China         | 7               | 3                | 1                 | 11    |
| 2     | Rússia        | 1               | 6                | 3                 | 10    |
| 3     | Polónia       | 1               | 1                | 0                 | 2     |
| 4     | Bielorrússia  | 1               | 0                | 0                 | 1     |
| 4     | França        | 1               | 0                | 0                 | 1     |
| 4     | Irão          | 1               | 0                | 0                 | 1     |
| 4     | Cazaquistão   | 1               | 0                | 0                 | 1     |
| 4     | Coreia do Sul | 1               | 0                | 0                 | 1     |
| 4     | Turquia       | 1               | 0                | 0                 | 1     |
| 10    | Tailândia     | 0               | 1                | 2                 | 3     |
| 11    | Colômbia      | 0               | 1                | 1                 | 2     |
| 11    | Ucrânia       | 0               | 1                | 1                 | 2     |
| 13    | Cuba          | 0               | 1                | 0                 | 1     |
| 13    | Indonésia     | 0               | 1                | 0                 | 1     |
| 15    | Armênia       | 0               | 0                | 3                 | 3     |
| 16    | Bulgária      | 0               | 0                | 1                 | 1     |
| 16    | Canadá        | 0               | 0                | 1                 | 1     |
| 16    | Japão         | 0               | 0                | 1                 | 1     |
| 16    | Vietname      | 0               | 0                | 1                 | 1     |
| Total | Total         | 15              | 15               | 15                | 45    |

Quadro de medalhas nos levantamentos + total combinado
| Ordem | País                            | Medalha de ouro | Medalha de prata | Medalha de bronze | Total |
| ----- | ------------------------------- | --------------- | ---------------- | ----------------- | ----- |
| 1     | China                           | 20              | 9                | 2                 | 31    |
| 2     | Rússia                          | 8               | 13               | 12                | 33    |
| 3     | Polónia                         | 3               | 2                | 1                 | 6     |
| 4     | Bielorrússia                    | 3               | 0                | 0                 | 3     |
| 4     | Irão                            | 3               | 0                | 0                 | 3     |
| 6     | Coreia do Sul                   | 2               | 2                | 0                 | 4     |
| 7     | França                          | 2               | 0                | 1                 | 3     |
| 8     | Tailândia                       | 1               | 3                | 4                 | 8     |
| 9     | Turquia                         | 1               | 2                | 1                 | 3     |
| 10    | Cuba                            | 1               | 1                | 2                 | 4     |
| 11    | Cazaquistão                     | 1               | 1                | 1                 | 3     |
| 12    | Armênia                         | 0               | 2                | 5                 | 8     |
| 13    | Ucrânia                         | 0               | 2                | 3                 | 5     |
| 14    | Colômbia                        | 0               | 2                | 2                 | 4     |
| 15    | Indonésia                       | 0               | 2                | 1                 | 3     |
| 16    | Vietname                        | 0               | 1                | 2                 | 3     |
| 17    | Canadá                          | 0               | 1                | 1                 | 2     |
| 17    | Japão                           | 0               | 1                | 1                 | 2     |
| 18    | Estados Federados da Micronésia | 0               | 1                | 0                 | 1     |
| 20    | Egito                           | 0               | 0                | 2                 | 2     |
| 21    | Bulgária                        | 0               | 0                | 1                 | 1     |
| 21    | Letônia                         | 0               | 0                | 1                 | 1     |
| 21    | Venezuela                       | 0               | 0                | 1                 | 1     |
| Total | Total                           | 45              | 45               | 45                | 135   |

## Classificação por equipe
| Posição | Equipe       | Pontos |
| ------- | ------------ | ------ |
| 1       | Rússia       | 510    |
| 2       | China        | 457    |
| 3       | Polónia      | 440    |
| 4       | Cuba         | 414    |
| 5       | Bielorrússia | 391    |
| 6       | Colômbia     | 355    |

| Posição | Equipe        | Pontos |
| ------- | ------------- | ------ |
| 1       | Rússia        | 520    |
| 2       | China         | 514    |
| 3       | Coreia do Sul | 437    |
| 4       | Tailândia     | 426    |
| 5       | Colômbia      | 342    |
| 6       | Ucrânia       | 341    |

## Participantes
Um total de 484 halterofilistas de 64 nacionalidades participaram do evento.
| - Albânia (7) - Armênia (8) - Austrália (4) - Azerbaijão (7) - Bielorrússia (15) - Bélgica (1) - Brasil (1) - Bulgária (15) - Canadá (13) - Chile (9) - China (15) - Taipé Chinesa (14) - Colômbia (15) - Croácia (5) - Cuba (8) - Chéquia (4) - República Dominicana (14) - Equador (12) - Egito (10) - El Salvador (3) - Estados Federados da Micronésia (1) - França (15) | - Geórgia (4) - Alemanha (9) - Reino Unido (3) - Grécia (13) - Hungria (15) - Indonésia (6) - Irão (1) - Israel (1) - Itália (15) - Japão (15) - Cazaquistão (15) - Quirguistão (3) - Letônia (1) - Lituânia (5) - Macau (2) - México (6) - Moldávia (7) - Nauru (2) - Países Baixos (1) - Noruega (1) - Polónia (15) - Porto Rico (4) | - Roménia (6) - Rússia (15) - Eslováquia (6) - África do Sul (1) - Coreia do Sul (15) - Espanha (15) - Suécia (1) - Suíça (1) - Síria (1) - Tailândia (15) - Tunísia (1) - Turquia (4) - Turquemenistão (8) - Uganda (1) - Ucrânia (15) - Estados Unidos (15) - Uzbequistão (5) - Venezuela (14) - Vietname (4) - País de Gales (1) |